# Бестек
Бестек (перс. بستک‎) — город в южной части Ирана, в остане Хормозган. Административный центр шахрестана Бестек.

## Население
Население по данным на 2012 год составляет 9598 человек; по данным переписи 2006 года оно насчитывало 8376 человек. Население города говорит на диалекте бестеки языка фарси.

## Транспорт
Соединён автомобильной дорогой с городом Бендер-Ленге, расположенным на берегу Ормузского пролива.